# Somatostatina
La somatostatina (també coneguda com a hormona inhibidora de les hormones del creixement, en anglès growth hormone-inhibiting hormone (GHIH); o com a factor inhibidor de l'alliberament de somatotropina, en anglès somatotropin release-inhibiting factor (SRIF)) és una hormona peptídica que regula el sistema endocrí i que afecta la neurotransmissió i la proliferació cel·lular mitjançant la interacció amb els receptors de somatostatina acoblats a proteïnes G i la inhibició de l'alliberament de nombroses hormones secundàries.
La somatostatina té dues formes actives produïdes pel tall alternatiu d'una única preproteïna: una de 14 aminoàcids, i l'altra de 28 aminoàcids.

## Producció

### Sistema digestiu
La somatostatina és secretada a diverses localitzacions del sistema digestiu:
- Estómac
- Intestí
- Cèl·lules delta del pàncrees[6]

### Cervell
La somatostatina és produïda per neurones neuroendocrines del nucli periventricular de l'hipotàlem.